# Karol - Un uomo diventato papa
Karol - Un uomo diventato papa (in polacco Karol. Człowiek, który został papieżem) è una miniserie televisiva sulla vita di papa Giovanni Paolo II di co-produzione italo-polacca composta di due puntate di 90' ciascuna, trasmessa per la prima volta in Italia su Canale 5 il 18 e 19 aprile 2005. Protagonista è l'attore Piotr Adamczyk che interpreta Karol Wojtyla dalla giovinezza fino all'elezione a sommo pontefice.
La fiction ebbe un seguito dal titolo Karol - Un papa rimasto uomo nel 2006 in onda sempre su Canale 5.

## Trama
La prima puntata inizia a Cracovia nel 1939, all'epoca dello scoppio della seconda guerra mondiale facente seguito all'invasione tedesca della Polonia.
Il giovane studente universitario Karol Wojtyła, appassionato di teatro, è testimone della feroce repressione antislava e antisemita attuata dal governatore generale della Polonia occupata, il generale delle SS Hans Frank.
Contrario a seguire i suoi amici nella lotta armata clandestina, Karol si impegna attraverso il teatro a difendere la cultura e i valori etici ai quali crede.
Il suo esempio è don Tomasz Zaleski (nella realtà Maximilian Kolbe), amico d'infanzia e adesso coraggioso uomo di Chiesa, che finirà giustiziato dai nazisti insieme a un soldato pentito, mentre il padre di Karol, da tempo vedovo, si ammala e muore.
Questa, e tante altre morti di giovani innocenti, come alcuni suoi amici ebrei, spingeranno Karol ad entrare in seminario dopo una profonda crisi spirituale, dovuta a un incidente contro una camionetta tedesca: verrà ordinato sacerdote alla fine della guerra.
La seconda puntata segue le vicende di Wojtyła nel secondo dopoguerra fino all'elezione a papa. Il regime filo-sovietico instauratosi in Polonia tiene sott'occhio Wojtyła e il suo impegno tra i giovani come docente di etica all'università.
Tra i suoi allievi c'è anche Adam Zieliński, inviato in realtà dal partito a spiare le sue mosse e riferirle al dirigente comunista Julian Kordek.
Wojtyła viene nominato vescovo e in tale veste appoggia le proteste operaie contro le dure condizioni di vita imposte dal governo.
La messa di Natale, celebrata clandestinamente a Nowa Huta, il nuovo quartiere operaio di Cracovia, sancirà l'ascendente di Wojtyła sul popolo polacco: persino l'esercito, inviato da Kordek che viene arrestato a tradimento (comanderà solo in carcere), si rifiuta di sparare, mentre Adam confessa il suo segreto a Wojtyła, pentendosi.
Nel 1978, dopo la morte inattesa di Giovanni Paolo I, in carica da solo 33 giorni, Wojtyła viene eletto papa con il nome di Giovanni Paolo II.

## Produzione
Prodotto da Pietro Valsecchi per Taodue e RTI, Karol, un uomo diventato papa fu un progetto durato tre anni che si avvalse anche della collaborazione di Paweł Ptasznik, responsabile della sezione polacca della Segreteria di Stato della Santa Sede.
il film è tratto dal libro Storia di Karol del giornalista Gian Franco Svidercoschi.
Il progetto partì nel 2002 quando Valsecchi annunciò la produzione di un film per la tv sulla vita di papa Giovanni Paolo II, con le riprese fissate per settembre 2003. Alla regia venne pensato inizialmente Riccardo Milani, ma alla fine Valsecchi scelse Giacomo Battiato. Il 31 ottobre 2003 Furio Scarpelli venne assunto per scrivere la sceneggiatura del film. Per il film, RTI mise a disposizione un budget del progetto di circa 10 milioni di euro.
Per la parte del protagonista si era pensato a Luca Zingaretti e Jude Law, ma alla fine venne scelto il poco conosciuto Piotr Adamczyk. Il cast della fiction comprende Małgorzata Bela, nel ruolo di Hania Tuszyńska, la compagna di studi di Wojtyła, Raoul Bova in quello di padre Zaleski, amico di lunga data di Karol, Violante Placido in quello di Maria Pomorska, e Ennio Fantastichini nei panni di Maciej Nowak. La colonna sonora venne composta da Ennio Morricone.
Le riprese cominciarono l'11 settembre 2004 e finirono il 3 dicembre dello stesso anno: la maggior parte delle scene vennero girate in Polonia, in località come Malopolskie e Wadowice, mentre le scene finali vennero girate in Italia. Tutto il cast e la troupe poté inoltre visitare il papa in Vaticano durante la produzione della fiction nel novembre 2004, e il pontefice ricevendoli disse loro: "Siete matti a voler fare un film su di me".

## Accoglienza
La visione e l'ascolto di questa miniserie si è inserita in uno straordinario flusso mediatico andato in onda a ridosso della morte, il 2 aprile, di papa Giovanni Paolo II, e nei giorni del susseguente Conclave che, dopo quattro votazioni ha eletto, il 19 aprile, il nuovo papa Benedetto XVI nella persona del cardinale Joseph Ratzinger. La fiction registrò oltre 13 milioni di spettatori e il 45% di share, risultando la fiction Mediaset più vista di sempre.

## Dati d'ascolto in Italia
| Emittente televisiva | Data           | Puntata  | Media Telespettatori | Share % |
| -------------------- | -------------- | -------- | -------------------- | ------- |
| Canale 5             | 18 aprile 2005 | Prima    | 12 654 000           | 44,31 % |
| Canale 5             | 19 aprile 2005 | Seconda  | 13 011 000           | 43,50 % |
| Canale 5             | 2 aprile 2006  | Completo | 4 308 000            | 20,93%  |
| Canale 5             | 23 aprile 2011 | Prima    | 2 476 000            | 10,93%  |
| Canale 5             | 30 aprile 2011 | Seconda  | 3 109 000            | 12,48%  |
| Canale 5             | 25 marzo 2013  | Completo | 1 917 000            | 9,21 %  |
| Rete 4               | 27 aprile 2014 | Completo | 1 339 000            | 5,58%   |
| Canale 5             | 21 aprile 2020 | Completo | 2.196.000            | 9,90%   |